# جابر خليفة جابر
جابر خليفة جابر (1957) وهو سياسي وروائي وباحث عراقي شغل منصب عضو في مجلس النواب العراقي في دورته الأولى من عام 2005 إلى 2010.

## حياته
ولد جابر خليفة في مدينة الفاو في محافظة البصرة عام 1957، وحاصل على ماجستير في التأريخ الأندلسي.وبكالوريوس علوم سياسية وماجستير في التاريخ الأندلسي، وهو عضو في اتحاد أدباء العراق واتحاد الأدباء العرب ونقابة الصحفيين العراقيين.
بدأ النشر في مجلة الطليعة الأدبية في سنة 1981. نشر أول قصة قصيرة سنة 1986 في صحيفة الثورة البغدادية. وهو عضو مؤسس ملتقى الجمعة الأدبي - البصرة وأحد مؤسسي جماعة البصرة أواخر القرن العشرين 1991 - 2000 ومؤسس ملتقى الأمل الإبداعي والمشرف عليه (2011)، وهو مؤسس دار إصدارات جيم.
نشرت قصصه في العديد من الصحف والمجلات المتخصصة العراقية والعربية، وهو حائز على جائزة نادي الجمهورية للقصة القصيرة.

## المؤلفات
- المشهد الجديد في القصة العراقية، كتاب مشترك / دار الأمد - بغداد 1993

نشر عدداً من الكتب بأسماء مستعارة (1999- 2003) منها:
- غداً الصدر، كتاب قصصي باسم "محمد ياسر شرف الدين"
- هدى والطواهر، رواية باسم "هدى محمد صادق"
- آمنة ومؤمل، حكايات 4 أجزاء باسم "عمار علي جعفر"
- تكتم وتبارك، حكايات "هدى محمد صادق"

ومن المؤلفات بالاسم الصريح "جابر خليفة جابر":
- طريدون، كتاب قصصي من طبعتين 2006 و2009.
- الرجل الغريق، كتاب قصصي من طبعتين 2009 و2015
- أصوات أجنحة جيم، كتاب قصصي 2009
- الفاو تحتضر، كتاب سرد 2009
- مخيم المواركة، رواية 2012
- بنو مردنيش، كتاب في التاريخ الأندلسي 2013
- زيد النار، مجموعة قصص 2017
- جيم جديد، قصة 2017
- صدرت الطبعة الانكليزية لروايته مخيم المواركة عن دار النشر العالمية روزدوك بوك عام 2017، وتتوفر في موقع الأمازون، وهي من ترجمة فوزية غانم موسى.

كتبت عنه عشرات الدراسات النقدية والبحوث الأكاديمية وتناولت منجزه العديد من الرسائل والأطاريح الجامعية. "جابر خليفة جابر والكتابة السردية الجديدة" - عنوان كتاب عن منجزه السردي للناقد الدكتور حسين سرمك حسن.
كما شارك وأسهم في العديد من المؤتمرات والندوات الأدبية داخل العراق وخارجه. 
وله مخطوطات عديدة منها:
- نور خضر خان، رواية القراءة تحت الحمراء، كتاب في النقد القصصي.
- كورنيش الرواية، كتاب في النقد الروائي.

## مؤلفاته
1. هدى والطواهر عام 2003.
2. حدائق فاطمة عام 2005.
3. طريدون عام 2006.
4. الرجل الغريق عام 2009.
5. أصوات أجنحة جيم.
6. الفاو تُحتضر.
7. مخيّم المواركة.
8. بنو مردنيش.
9. زيد النار.
10. جيم جديد.
11. سقوط غرناطة.
12. نور خضر خان.